# A Love Case
A Love Case est un film américain réalisé par Henry Kernan, sorti en 1917.

## Fiche technique
- Titre original : A Love Case
- Réalisation : Henry Kernan
- Photographie : Ernest B. Schoedsack
- Production : Mack Sennett
- Société de production : Keystone
- Société de distribution : Keystone
- Pays d’origine :  États-Unis
- Langue originale : anglais
- Format : noir et blanc — 35 mm — 1,37:1 — Film muet
- Genre : Comédie
- Durée : une bobine (300 m)
- Date de sortie :
  - États-Unis : 19 août 1917

## Distribution
- Harry Depp
- Lillian Biron
- Ben Horning
- Dale Fuller
- Jack Perrin
- Marie Manley